# Darłowiec
Darłowiec [darˈwɔvjɛt͡s] là một khu định cư ở khu hành chính của Gmina Darłowo, thuộc hạt Sławno, West Pomeranian Voivodeship, ở phía tây bắc Ba Lan. Nó nằm khoảng 3 kilômét (2 mi) về phía đông nam Darłowo, 16 km (10 mi) phía tây Sławno và 164 km (102 mi) về phía đông bắc của thủ đô khu vực Szczecin.
Trước năm 1945, khu vực này là một phần của Đức. Đối với lịch sử của khu vực, xem Lịch sử của Pomerania.
Khu định cư có dân số 14 người.